# Паївка
Паї́вка — село в Україні, у Гримайлівській селищній громаді Чортківського району Тернопільської області. Розташоване на північному сході району. 
До 1959 р. село називалося Паушівка, австрійський і польський варіанти — Паювка (Pajówka).
Дворів - 159 (2014 р.). Населення 422 особи (2014 р.).

## Географія
Розташоване біля підніжжя західних схилів Товтрової гряди за 56 км від районного центру і 18 км від найближчої залізничної станції Скалат. За 2 км на північ від села проліг автошлях Галич-Статнів, від якого відгалужена дорога з твердим покриттям до с. Зелене через с. Паївка. Через село тече річка Гнилка.

### Клімат
Паївка знаходяться в межах вологого континентального клімату із теплим літом. Але діяльність людини призводить до поганих змін та глобального потепління. Рівень наповнення річок водою по області становить лише 20 % від необхідного стандарту, значна частина земної поверхні стає посушливою. Для покращення ситуації варто було б відновлювати екосистеми та лісові насадження.

## Походження назви (етимологія)
За переказами, козаки полковника Дмитра Гуні у 1649 р. напували у селі коней, і тому поселення називалося Поївка; за іншою версією, татари під час нападів ділили у Паївці захоплену здобич на власні паї; чи розподілені паї ("парцели") землевласник розподіляв між новоприбулими поселенцями; ще інші виводять назву села від прізвища Павлуш. 

## Історія

### Польський період
Перша писемна згадка — 1460.
У 1649 р. в Паївці перебували козаки полковника Дмитра Гуні. Під час Хмельниччини село, в ході військових дій, було повністю зруйноване у 1649 році.
Місцевість де стояли козаки у селі називається - Козаччина. 
1759 р. в селі - 20 родин.

### У складі імперії Габсбурґів
Унаслідок 1-го поділу Речі Посполитої Паївка з 1772 р. належала до Австрійської імперії, (Тернопільський циркул). Протягом 1863-1920 рр. - Скалатського повіту. 
Початкова (або мовою того часу – тривіальна) школа була організована спільним рішенням із ґміною сусіднього села Зелене у січні 1852 року (“Gazeta Lwowska”, 31.01.1852, nr 25).

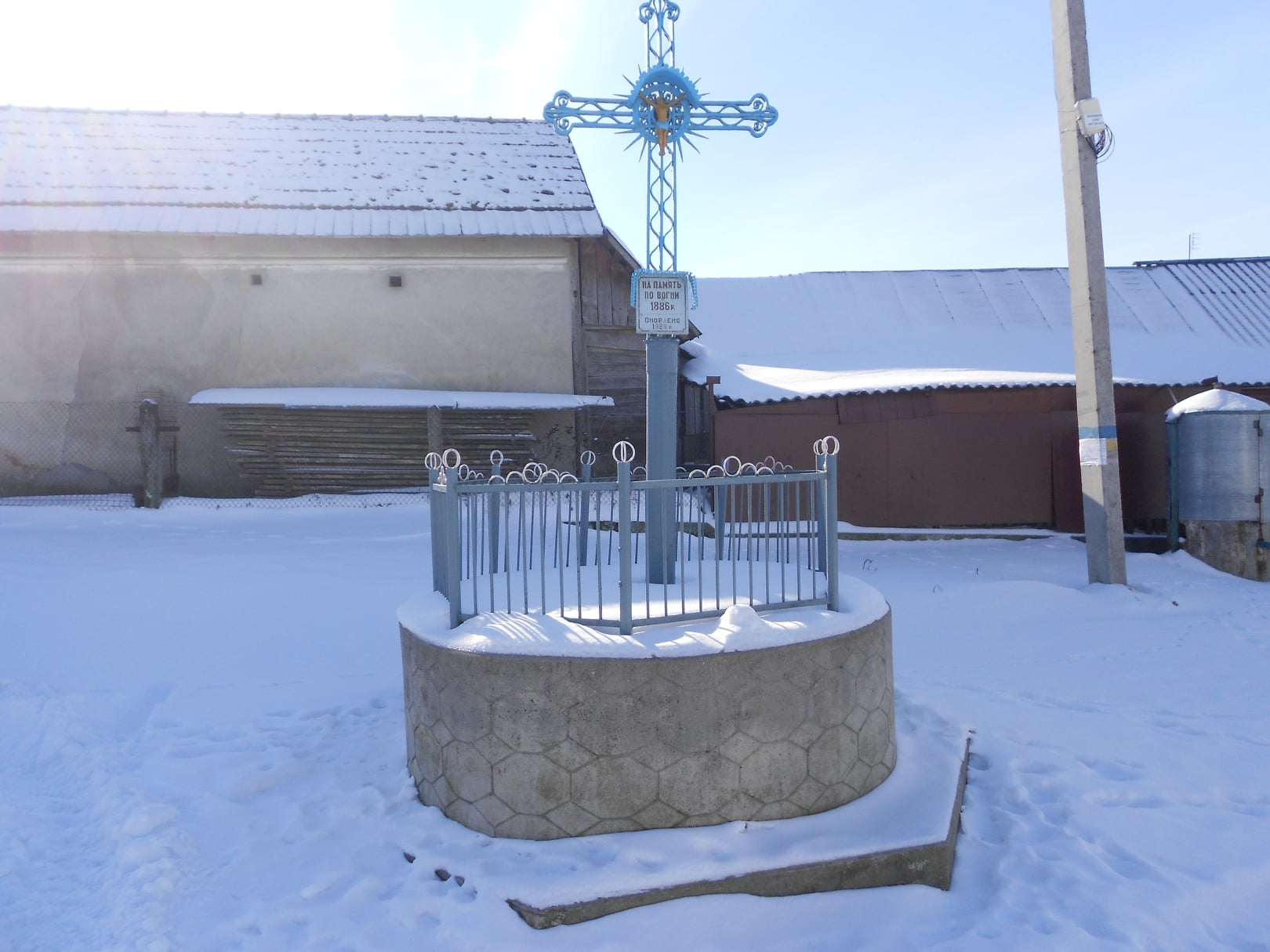
Пам'ятний хрест про пожежу у селі в 1886 р.

У 1886 році у селі була пожежа, на пам'ять про яку поставили пам'ятний хрест. 

### Перша світова війна
14 жителів села загинули у 1914-1918 рр. на фронтах 1-ї світової війни.
У листопаді 1918 р. в Паївці проголошено владу ЗУНР; восени 1920 р. встановлено польську владу. Шість селян загинули під час національно-визвольних змагань у 1918-1920 рр..

### Між війнами
Протягом 1920-1939 рр. - село Скалатського повіту  "Тернопільського воєводства".
Діяли філії товариств «Просвіта» (читальню засновано у 1905 р. і відновлена у 1924 р.), «Сільський господар», «Союз українок»; кооператива (від 1927 р. - господарська споживча спілка "Нива").
1 серпня 1934 року село увійшло до складу новоутвореної сільської гміни Красне Скалатського повіту.
В селі понад 550 осіб населення, з того понад 520 грекокатоликів і 24 особи римокатоликів. Євреїв немає. Спілкувалися тоді лише українською мовою. Школа, яку збудовано у 1902 р. є польською, бо декларації за українською школою не змогли перепинити переміни української школи на польську, бо конскрипція виказувала в Паївці менше як 25% грекокатоликів; в дійсності грекокатолики числяться тут більше як 98%.
Знатними господарями в селі були: Юрко Камуля, Сава Господарик, Яким Господарик, Сава Добривода, Петро і Панько Добривода, Іван Паращук.

### Друга світова війна
Після 17 вересня 1939 року в Паївці встановлено радянську владу. Від січня 1940 р. до березня 1959 р. - село Гримайлівського району.
Від 7 липня 1941 р. до 23 березня 1944 р. - під нацистською окупацією. 
В роки німецько-радянської війни у Червоній армії загинуло 25 чоловіків із села. 
За участь в українському національно-визвольному русі середини 20 ст. репресій зазнали 19 жителів села; зокрема було засуджено до 10-15 років ув'язнення 14 осіб (із них: Йосафат Добривода (1904-1941), Михайло Косик (1928-1948) та Микола Кубішн (1912-1944) закатовані у тюрмах та концтаборах НКВС). 
В УПА загинули: Микола Зарічний ("Кармелюк"; 1918-1944), Роман Камуля ("Голуб"; 1926-1944), Василь Пшик ("Шугай"; 1920-1950) та Мойсей Сава ("Богун"; 1918-1946).

### Післявоєнний період
З 1947 року мешканці села зазнали каральної акції операції «Захід».
Від березня 1959 р. до травня 1963 р. Паївка - Скалатського району, згодом до січня 1965 р. - Підволочиського району; відтоді і до 19 липня 2020 р. - Гусятинського району. 

### Новітній час
З 24 серпня 1991 року село входить до складу незалежної України.
До 2020 підпорядковане Зеленівській сільраді.
12 червня 2020 року, відповідно до розпорядження Кабінету Міністрів України № 724-р «Про визначення адміністративних центрів та затвердження територій територіальних громад Тернопільської області» увійшло до складу Гримайлівської селищної громади.
19 липня 2020 року, в результаті адміністративно-територіальної реформи та ліквідації Гусятинського району, село увійшло до складу новоутвореного Чортківського району.

## Політика

### Парламентські вибори, 2019
На позачергових парламентських виборах 2019 року у селі функціонувала окрема виборча дільниця № 610243, розташована у приміщенні клубу.
Результати
- зареєстровано 316 виборців, явка 73,42%, найбільше голосів віддано за «Слугу народу» — 18,10%, за Всеукраїнське об'єднання «Батьківщина» і «Європейську Солідарність» — по 15,09%.[7] В одномандатному окрузі найбільше голосів отримав Микола Люшняк (самовисування) — 32,03%, за Романа Василіцького (Об'єднання «Самопоміч») — 23,81%, за Ігоря Сопеля (Слуга народу) — 10,39%[8].

## Населення
В селі - 20 родин (1759 р.).
Населення - понад 550 осіб (1931 р.).
Населення - 497 осіб (2001 р.)
Населення — 475 осіб (2007).
Населення 422 особи (2014 р.). Дворів - 159 (2014 р.).

### Мова
Розподіл населення за рідною мовою за даними перепису 2001 року:
| Мова       | Кількість | Відсоток |
| ---------- | --------- | -------- |
| українська | 496       | 99.8%    |
| російська  | 1         | 0.2%     |
| Усього     | 497       | 100%     |

## Символіка
Затверджена 23 жовтня 2020 року, рішенням №1303 XLII сесії сільської ради VII скликання. Автори – В.М.Напиткін, К.М.Богатов, С.B.Господарик.

### Герб
Щит розділений вилоподібно. У першій синій частині золоте сонце з людським обличчям. У другій зеленій частині золота діжка, до якої згори летять три золоті бджоли з срібними крилами, дві і одна. У третій пурпуровій частині на золотій підкові висить срібне відро. Унизу картуша напис "ПАЇВКА" і рік першої згадки "1460".
Сонце – символ Поділля; діжка і бджоли – символ Медоборів, підкова і відро на пурпуровому полі – знак водопою козацьких коней.

### Прапор
Квадратне полотнище розділене вертикально на дві рівновеликі смуги – зелену древкову і пурпурову вільну; від верхніх кутів до центру виходить синій трикутник. На трикутнику жовте сонце з людським обличчям; на древковій смузі жовта діжка, до якої згори летять три жовті бджоли з білими крилами, дві і одна; на вільній смузі на жовтій підкові висить біле відро.

## Пам'ятки
Є церква святих Володимира й Ольги (1996, мурована).
Споруджено пам'ятник воїнам-односельцям полеглим у німецько-радянській війні (1966).
Насипана символічна могила УСС (1990).
Пам'ятний знак на честь скасування панщини.
"Фіґури" Ісуса Христа і Божої Матері.
Пам'ятний хрест про пожежу у 1886 р.

## Соціальна сфера
Працюють клуб, бібліотека, ФАП, торгівельний заклад. 

## Світлини

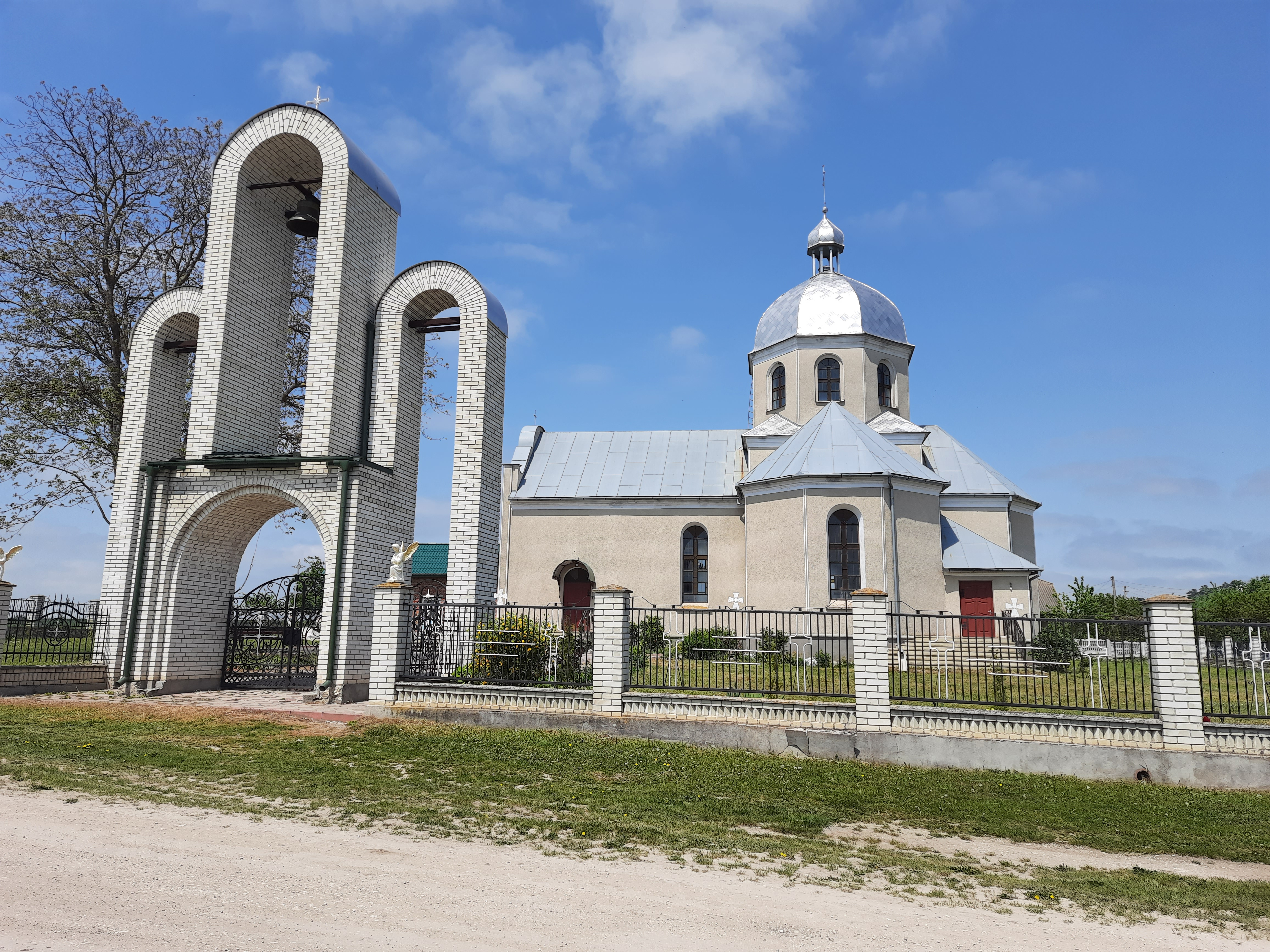
Церква Святих Володимира й Ольги
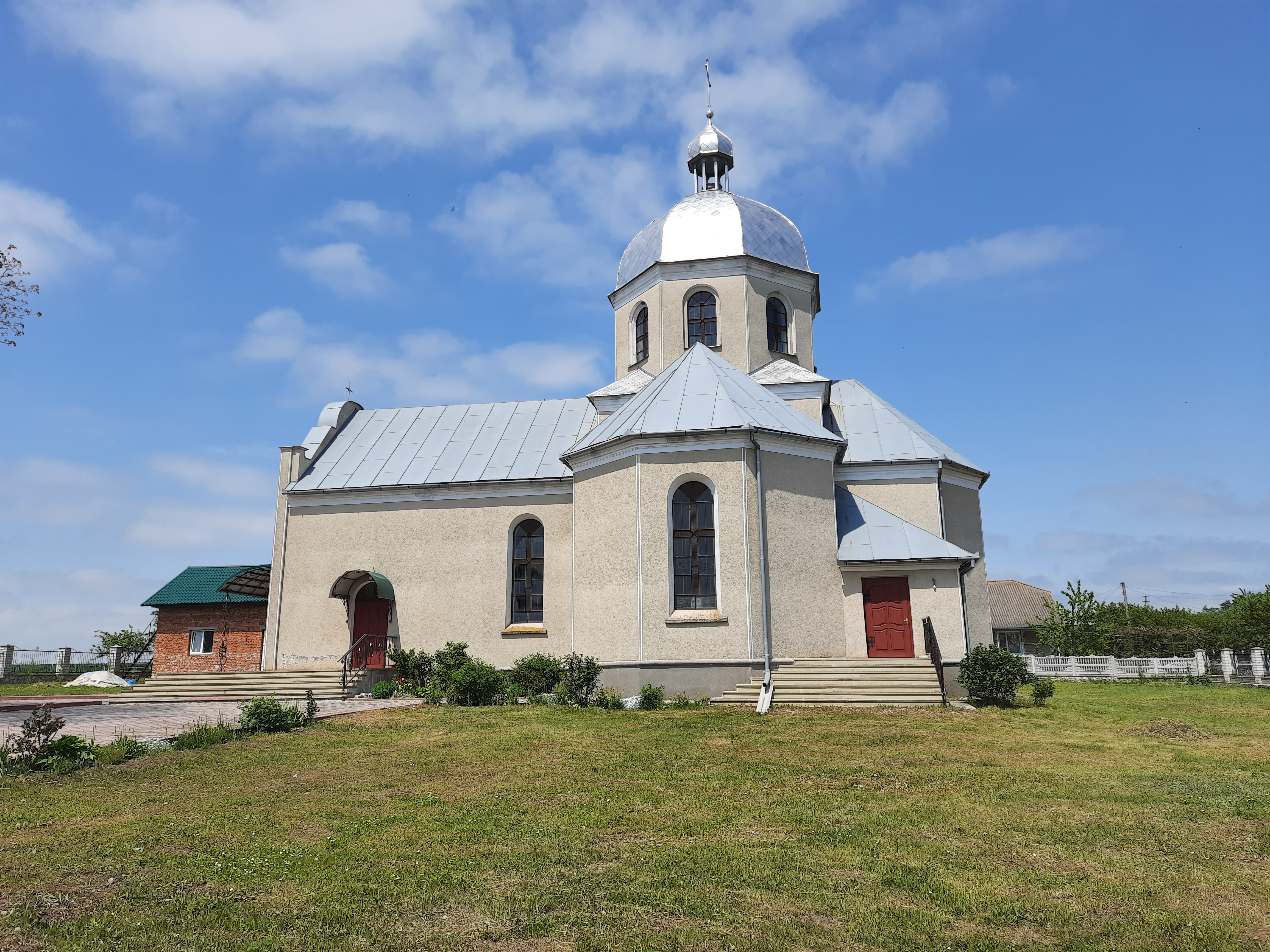
Церква Святих Володимира й Ольги
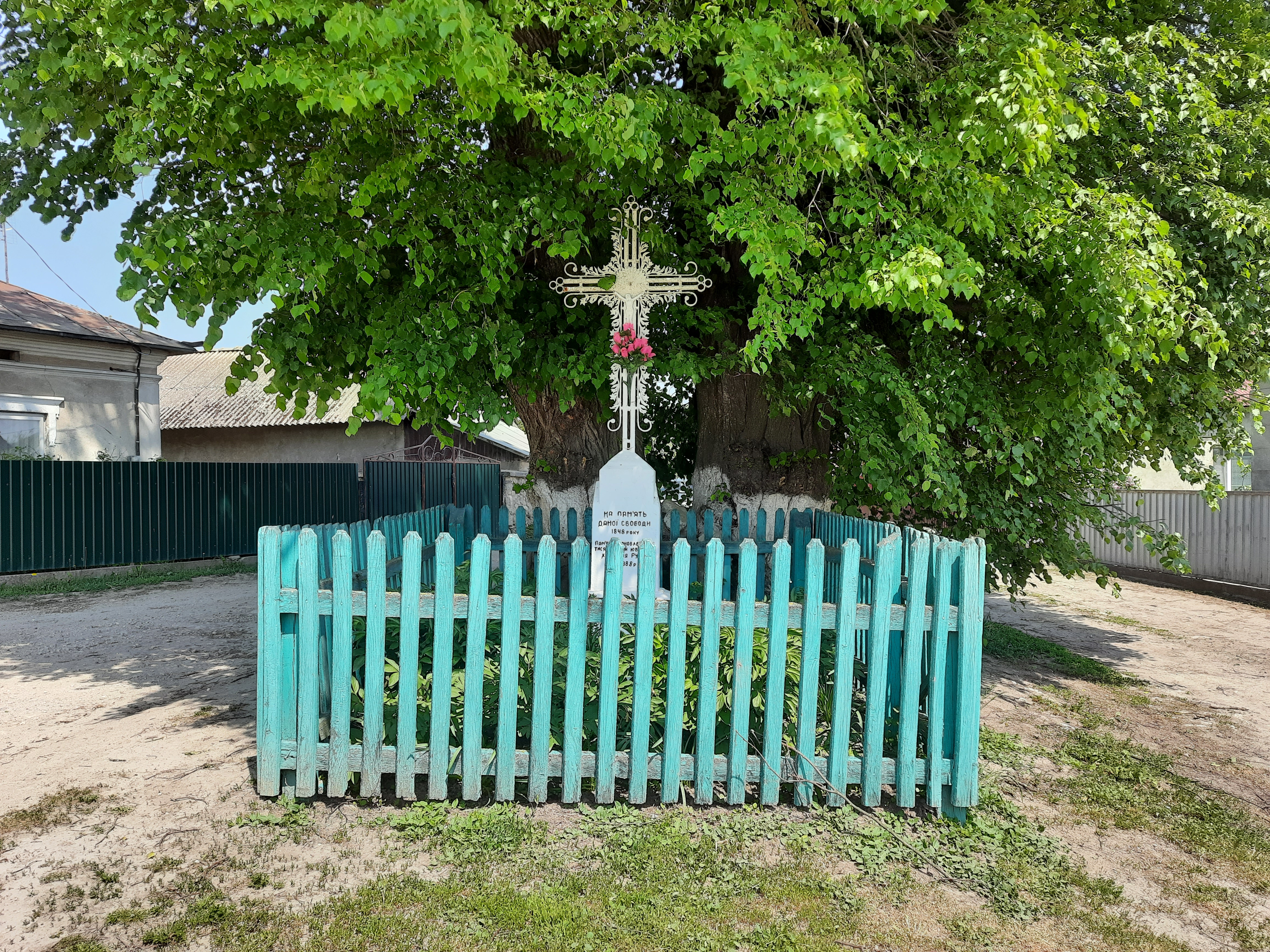
Пам'ятний знак на честь скасування панщини
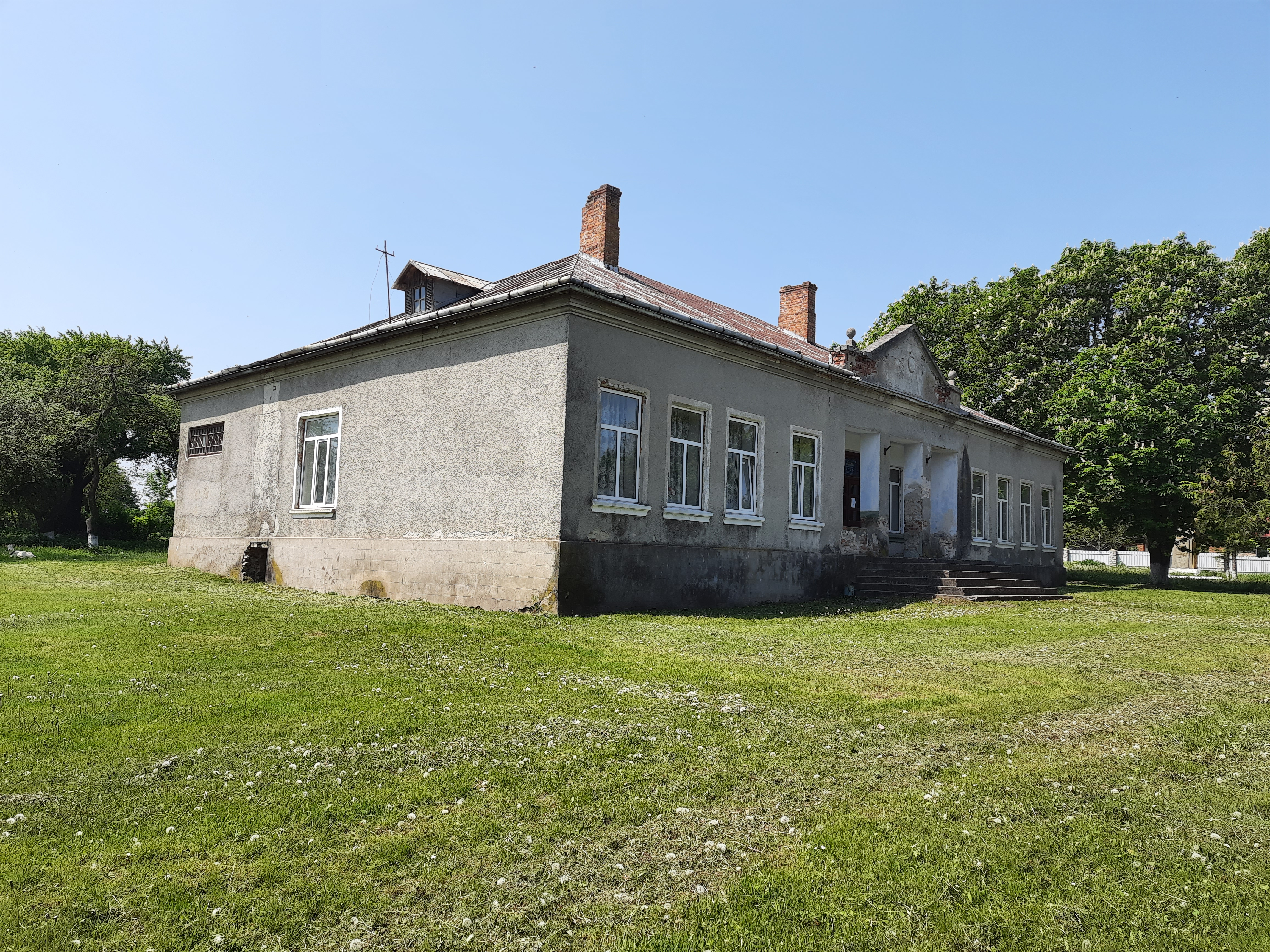
Клуб
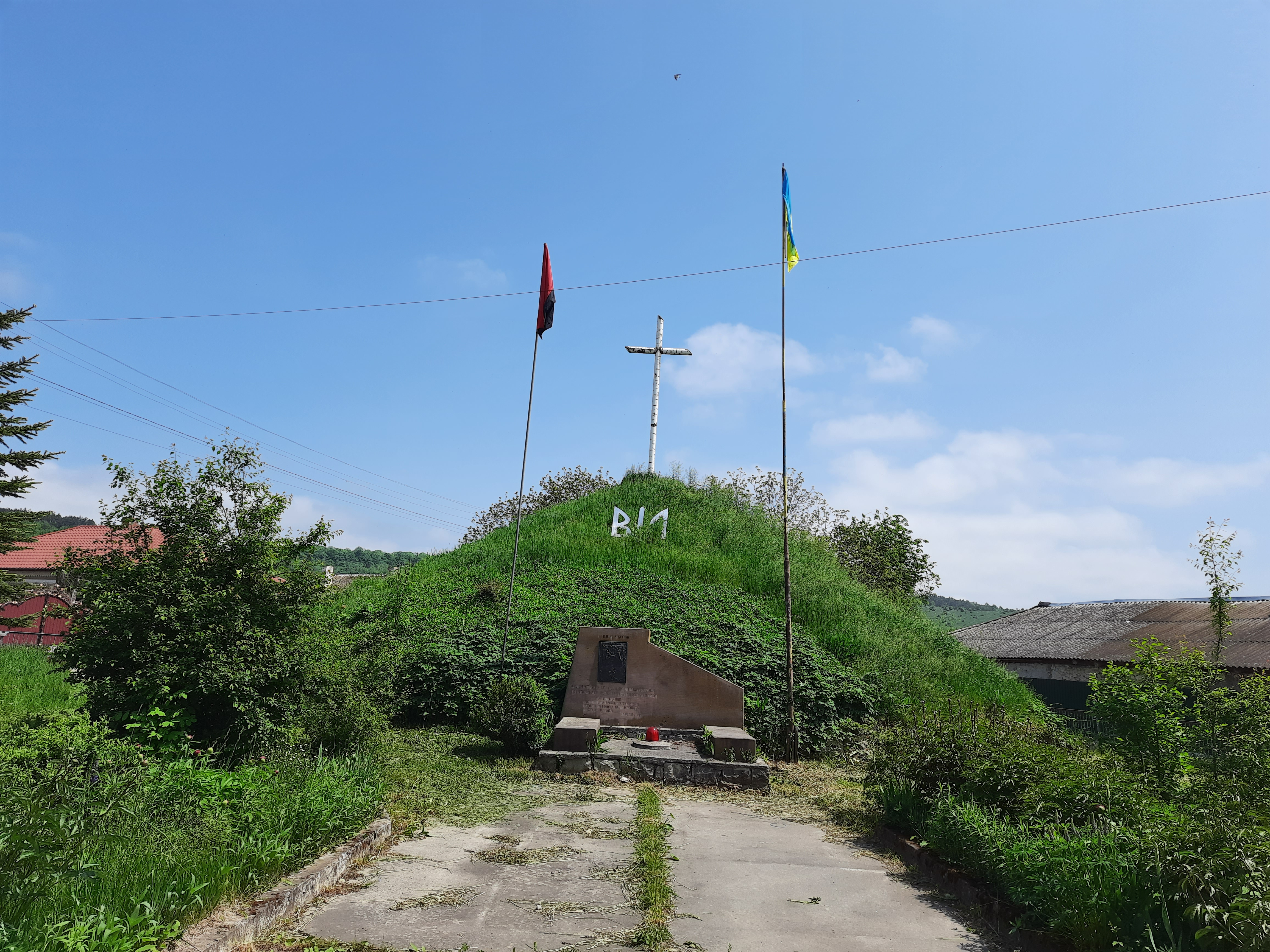
Символічна могила борцям за волю України